# Poetologie
Poetologie ist ein seit den 1980er Jahren in der Literaturwissenschaft gebräuchlicher Begriff, der zumeist synonym mit dem Ausdruck Poetik(en) verwendet wird und die verschiedenen Lehren von der Dichtkunst bezeichnet.
Zum Zweck der Differenzierung wurde vorgeschlagen, den Ausdruck „Poetik“ für normative Dichtungslehren zu reservieren (sogenannte Regelpoetik), den Begriff „Poetologie“ hingegen für ein jeweiliges dichterisches Selbstverständnis oder aber eine individuelle Schreibart zu verwenden. Viele Lyriker haben poetologische Schriften verfasst, aber auch poetologische Aussagen in Form von Gedichten getätigt. Man nennt diese Gedichte poetologische Gedichte.